# Соціал-демократичний союз Македонії
Соціал-демократичний союз Македонії (СДСМ, мак. Социјалдемократски сојуз на Македонија; алб. Lidhja socialdemokrate e Maqedonisë LSDM) — одна з двох основних політичних партій Македонії.

## Історія
Партія вважає себе наступницею Македонської комуністичної партії, що припинила своє існування при розпаді СФРЮ.
Створена 20 квітня 1991 року.

## Виборипрезидента Республіки Македонії
22 березня 2009 року відбувся перший тур виборів президента Республіки Македонії. Кандидат від СДСМ Любомир Фрчкоський зайняв друге місце і вийшов у другий тур, набравши 200 316 голосів (19,81 %). 5 квітня у другому турі Фрчкоський отримав 264 692 (36,86 %) голосів, програвши своєму головному супернику, представнику партії ВМРО-ДПМНЄ Георге Іванову.